# Amsterdam Duo

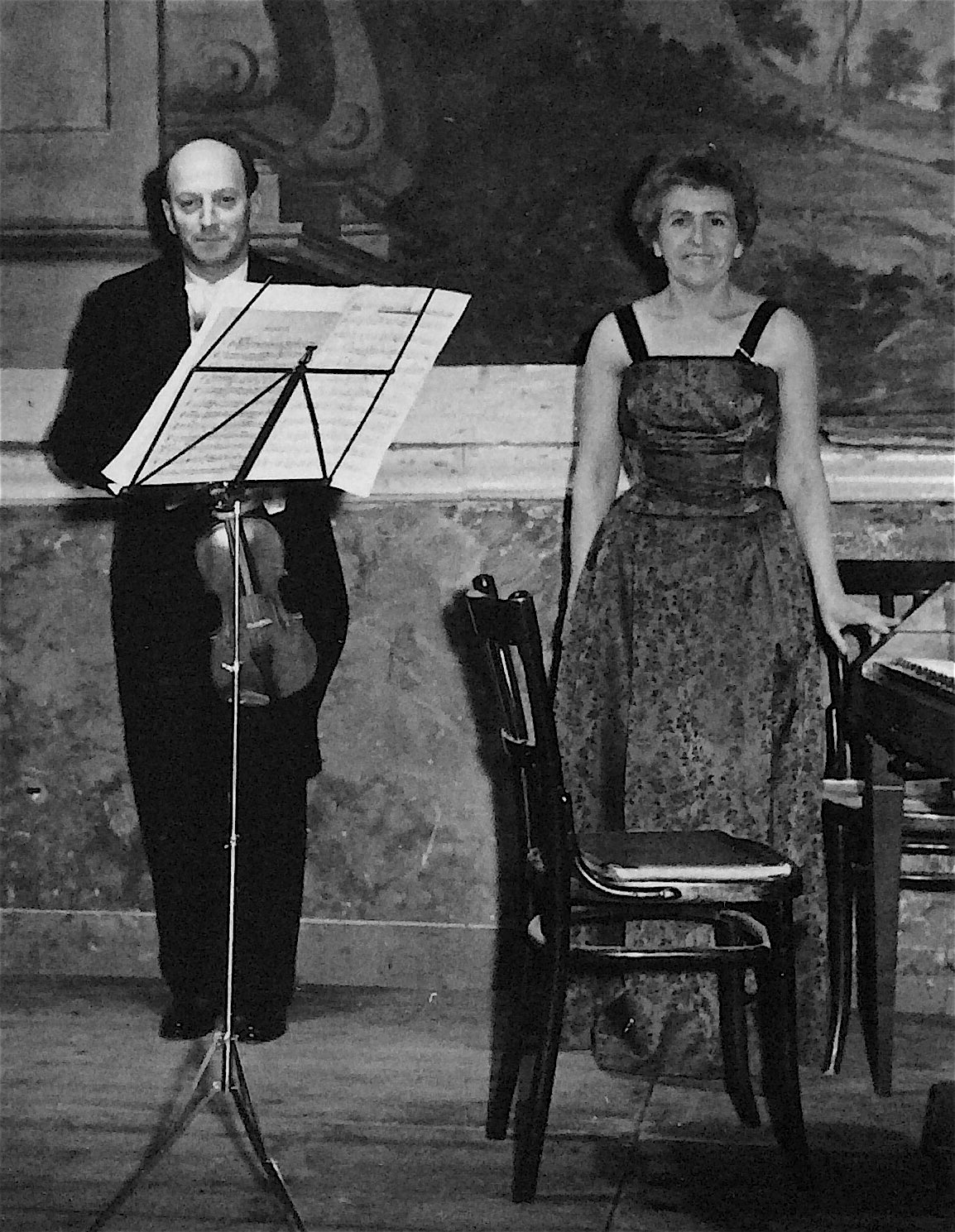
Amsterdam Duo

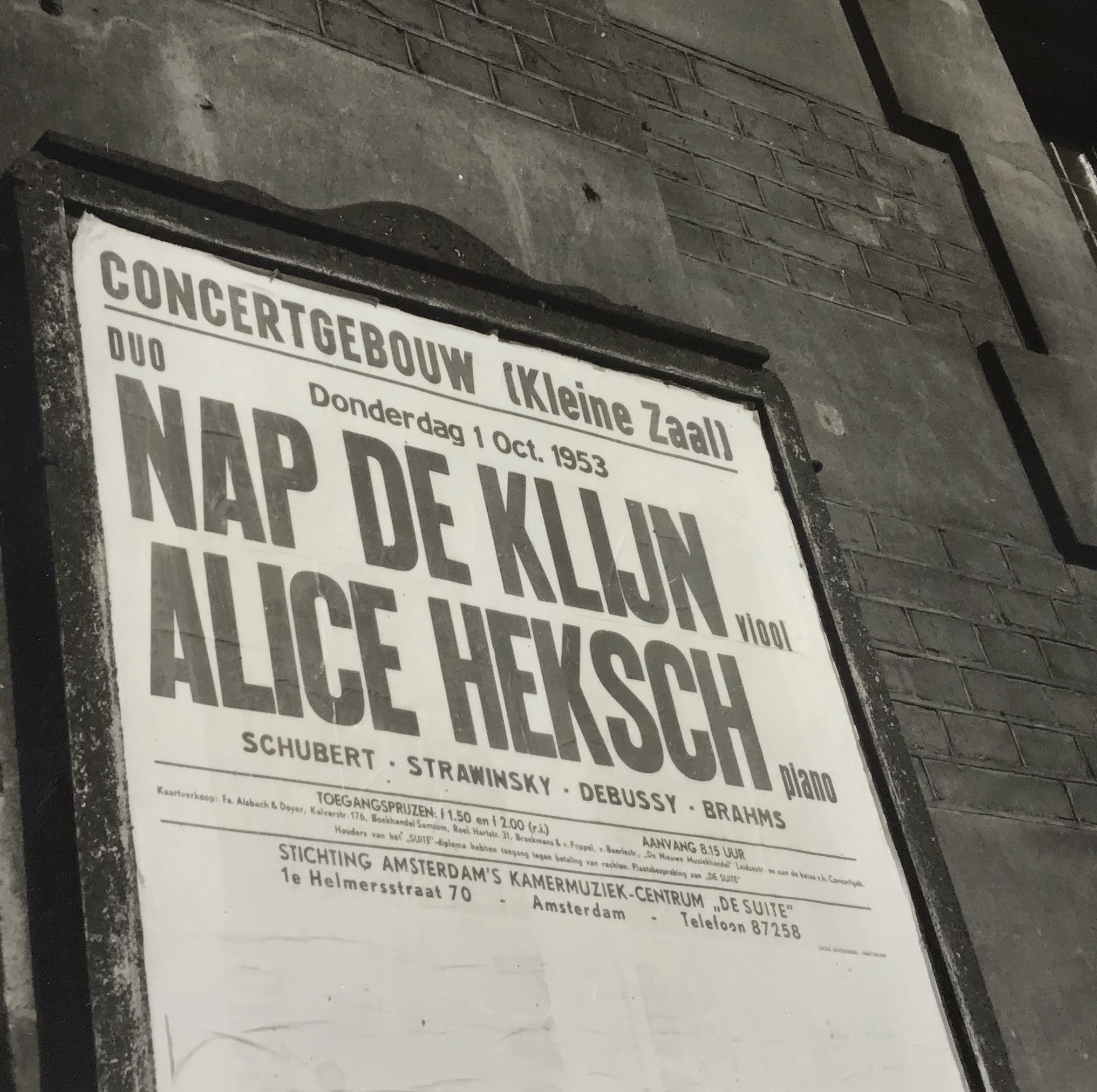
Aankondiging concert

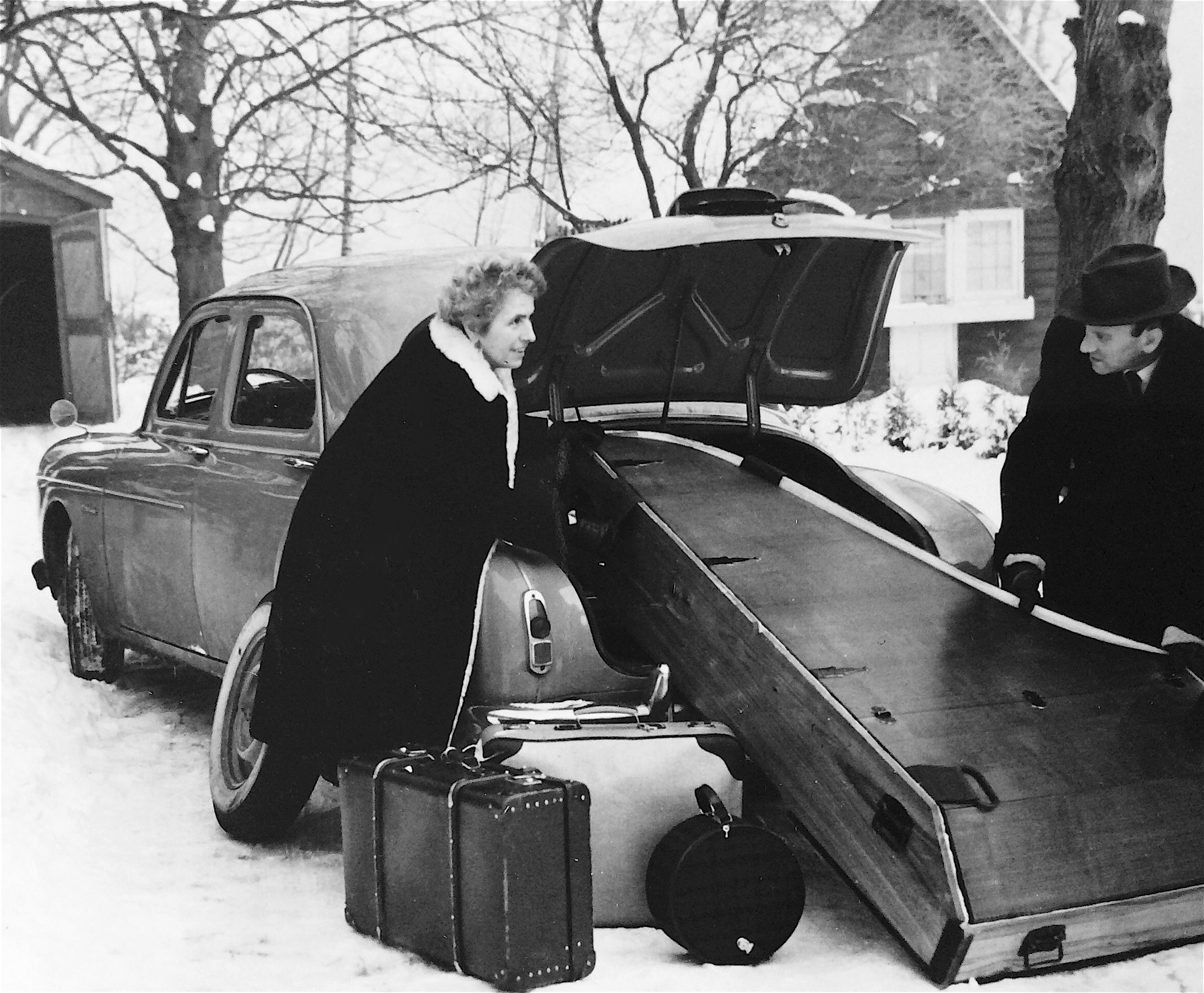
Op tournee met de Mozartvleugel

Het Amsterdam Duo was een Nederlands viool-pianoduo dat bestond uit Nap de Klijn en Alice Heksch. Het duo bestond vanaf 1934 en kreeg kort na de Tweede Wereldoorlog zijn naam. Met het overlijden van Alice Heksch in 1957 hield het Amsterdam Duo aanvankelijk op te bestaan, maar in 1965 zette De Klijn het voort met Rudolf Jansen. In 1979 overleed De Klijn.

## Geschiedenis
Nap de Klijn (1909-1979) en Alice Heksch (1912-1957) studeerden beiden aan het Amsterdams Conservatorium. Hun eerste viool-pianorecital gaven ze op 19 april 1934 in het Hof van Holland te Hilversum. Behalve partners in de muziek waren zij ook levenspartners: zij trouwden in 1936. Het paar vestigde zich in Laren N.H. Zij gaven lessen en traden veelvuldig op. Het echtpaar kreeg drie kinderen.
In de Tweede Wereldoorlog moesten zij onderduiken op alles bij elkaar 16 verschillende adressen. Na de oorlog pakten ze de draad weer op. Ze noemden zich het Amsterdam Duo en traden op in binnen- en buitenland.
Op een van hun tournees hoorden en zagen ze de vleugel die door Mozart zelf was bespeeld in Salzburg: een Johann Andreas Stein-vleugel. Alice was hier zeer van onder de indruk en liet bij de firma Neupert in Neurenberg zo'n Mozartvleugel nabouwen. Zij kochten een Renault Frégate waar de Mozartvleugel precies in paste en zo ondernamen ze diverse concerttournees door heel Europa. Voor Philips namen ze sonates van Mozart en Beethoven op met de Mozartvleugel, en voor het radiostation van de BBC gaven ze een live optreden. Daarnaast speelden ze twee grammofoonplaten vol met Encores onder de naam Romano Rubato & Bianca Ritorno. Op het hoogtepunt van zijn roem kreeg het Amsterdam Duo een uitnodiging voor een tournee van 25 concerten in Amerika en Canada. Alice werd echter ernstig ziek en overleed in 1957. De tournee werd overgenomen door het Nederlands Strijkkwartet, waarvan Nap de Klijn primarius was.
Na Alice Heksch' overlijden speelde Nap samen met o.a. Cor de Groot, Liesbeth Rümke-Hoppen, Tan Crone en George van Renesse. In 1965 zette hij het Amsterdam Duo voort met Rudolf Jansen, met wie hij tot zijn dood in 1979 zou blijven samenspelen.

## Discografie
Philips:
- Beethoven: Sonates no. 5 en 6 (met Alice Heksch)
- Mozart: Sonate KV 301, 304, 306, 378 en 379 (met Alice Heksch)
- Schubert: Forellenkwintet (leden van het Nederlands Strijkkwartet met Alice Heksch)
- Romano Rubato plays (met Bianco Ritorno) Favourite violin-soli (Romano Rubato en Bianca Ritorno)

EMI: 
- Romano Rubato speelt (met Rudolf Jansen)

Iramac:
- Sonates van Vivaldi, Veracini, Locatelli, Corelli (met Rudolf Jansen)
- Sonates van Händel, Vitali, Sénaillé, Tartini (met Rudolf Jansen)

Heruitgave op cd:
Globe:
- Mozart: Sonates KV 301, 304, 306, 378 en 379 (met Alice Heksch)